# Dekanat kiszkowski
Dekanat kiszkowski – jest jednym z 30 dekanatów w archidiecezji gnieźnieńskiej. W jego skład wchodzą następujące parafie:
- Parafia Najświętszej Maryi Panny Wniebowziętej w Dąbrówce Kościelnej
- Parafia św. Michała Archanioła w Jabłkowie
- Parafia św. Jana Chrzciciela w Kiszkowie
- Parafia Bożego Ciała w Łagiewnikach Kościelnych
- Parafia Opieki Matki Bożej w Pomarzanach
- Parafia Wszystkich Świętych w Raczkowie
- Parafia Najświętszego Serca Pana Jezusa w Rejowcu
- Parafia św. Mikołaja w Sławnie
- Parafia św. Katarzyny w Waliszewie
- Parafia św. Stanisława Biskupa i Męczennika we Wronczynie